# Lui e lei (film 1952)
Lui e lei (Pat and Mike) è un film del 1952 diretto da George Cukor, prodotto e distribuito dalla Metro-Goldwyn-Mayer.

## Trama
Pat Pemberton è una campionessa di golf oltre che una straordinaria atleta capace di eccellere in molte discipline. Collier, il suo gelosissimo fidanzato, è un professore di lettere che sembra non sappia trovare di meglio da fare che rinfacciarle la sua "inferiorità" intellettuale. Vorrebbe anche portarla all'altare ma il problema è che lei riesce a vincere solo quando non se lo ritrova fra i piedi. Decide così di chiedere aiuto al suo nuovo allenatore Mike Conovan, del quale finirà con l'innamorarsi.

## Riconoscimenti
- Premi BAFTA 1953
  - Migliore attrice (Katharine Hepburn)